# Grevillea linearifolia
Grevillea linearifolia es una especie de arbusto endémico de Nueva Gales del Sur, Australia.

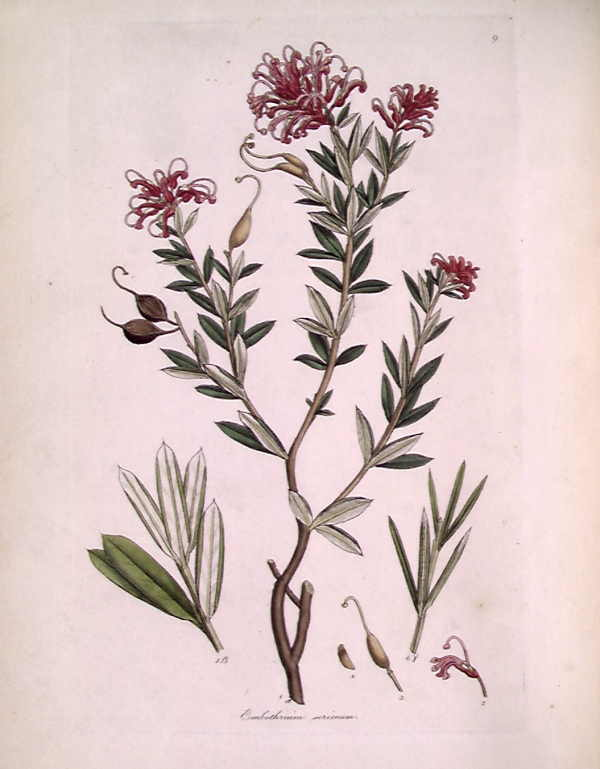
Ilustración

## Características
El arbusto crece en altura alcanzado de 1 a 3 metros de altura, tiene las ramas angulares y largas con hojas de 3–11 cm de longitud y 1–5 mm de ancho. Las flores son blancas y algunas veces con un toque rosa. Como en otras especies de Grevillea se producen en inflorescencias de muchas flores.

## Taxonomía
Grevillea linearifolia fue descrita por (Cav.) Druce y publicado en The Botanical Society and Exchange Club of the British Isles 4: 625. 1916[1917].
Etimología
Grevillea, el nombre del género fue nombrado en honor de Charles Francis Greville, cofundador de la Royal Horticultural Society.
linearifolia: epíteto latíno que significa "con las hojas lineares"
Sinonimia
- Embothrium angustifolium Willd.
- Embothrium lineare Andrews
- Embothrium linearifolium Cav.
- Grevillea linearis (Andrews) R.Br.
- Grevillea linearis var. incarnata Sims
- Lysanthe linariifolia Knight
- Lysanthe riparia Knight[4]